# More Than Words
More Than Words è una canzone del gruppo musicale statunitense Extreme, estratta come terzo singolo dall'album Extreme II: Pornograffitti nel marzo 1991.  Si tratta di una ballad costruita intorno a un lavoro acustico di chitarra di Nuno Bettencourt e la voce di Gary Cherone (con armonie vocali di Bettencourt), in contrasto con lo stile funk metal che aveva fino ad allora caratterizzato la proposta musicale del gruppo.
Il singolo debuttò alla posizione numero 81 della Billboard Hot 100 e dopo poche settimane raggiunse la vetta della classifica, regalando agli Extreme il primo successo commerciale negli Stati Uniti. Si posizionò inoltre al secondo posto della Official Singles Chart nel Regno Unito. Il successo ottenuto dal brano influenzerà la nascita di diverse altre famose ballate acustiche di quegli anni, come To Be with You dei Mr. Big.
È stata inserita alla posizione numero 43 nella classifica delle "100 più grandi canzoni d'amore" stilata da VH1, mentre nel 2014 è stata indicata come la 20ª più grande power ballad di tutti i tempi da Yahoo! Music.

## Storia
Nuno Bettencourt ha dichiarato di aver scritto il brano per avvertire come la frase "I love you" (ti amo) stesse secondo lui diventando abusata e priva di significato:
Gary Cherone si è invece così espresso riguardo al brano:
Inizialmente, il pezzo non era stato composto con l'intenzione di farne un successo, ma si trattava di un semplice interludio acustico all'interno dell'album Pornograffiti. La band si accorse del potenziale commerciale del brano solo quando cominciò ad eseguirlo dal vivo in tour, vedendo che la gente conosceva ogni singola parola e cantava a voce alta. Cherone e Bettencourt decisero dunque di fare pressione sulla casa discografica affinché pubblicasse un ulteriore singolo.

## Video musicale
Il video musicale della canzone è stato diretto da Jonathan Dayton e Valerie Faris e girato interamente in bianco e nero. Il video mostra Gary Cherone e Nuno Bettencourt mentre eseguono il brano in una stanza, con gli altri membri del gruppo che stanno seduti nelle vicinanze a guardare divertiti.
Il videoclip del brano You Don't Love Me Anymore di "Weird Al" Yankovic ne è una esplicita parodia.

## Cover e versioni
Oltre all'originale esistono varie cover di altri artisti. Tra quelli che hanno reinterpretato il brano si segnalano:
- Luca Carboni ne ha cantato la prima versione italiana, con testo suo e di Jovanotti, dal titolo O è Natale tutti i giorni, inclusa nel disco Diario Carboni del 1993;
- Mina, nel disco Pappa di latte del 1995 in duetto con la figlia Benedetta Mazzini;
- Westlife, nel loro primo album Westlife del 1999;
- Luca Jurman, rivisitata in chiave soul nel suo primo disco "Unplugged" del 2004;
- Frankie J, nel 2005 come singolo;
- Rockapella, in versione a cappella;
- Irene Grandi ha reinterpretato la versione di Jovanotti nel proprio album Canzoni per Natale del 2008, sempre con lo stesso titolo e testo, ma ambientandola a Firenze anziché Bologna;
- Una versione per sitar e chitarra si può ascoltare nel film Love Guru del 2008, eseguita da Mike Myers e Manu Narayan;
- Nel film Rock of Ages del 2012 viene eseguita all'interno di un mash-up con Heaven dei Warrant;
- Il cast di Glee ha reinterpretato la canzone nel diciottesimo episodio della quarta stagione della serie televisiva;
- Jimmy Fallon e Jack Black nel 2015 hanno realizzato una cover del brano con un video parodia dell'originale.[19]

## Tracce
7" Single A&M 390 764-7
1. More Than Words – 3:43
2. Nice Place to Visit – 3:16

12" Single AMX 792
1. More Than Words – 3:43
2. Nice Place to Visit – 3:16
3. Little Girls – 3:47
4. Mutha (Don't Wanna Go to School Today) – 4:52

CD Maxi A&M 390 764-2
1. More Than Words (Remix) – 3:44
2. Kid Ego – 4:02
3. Nice Place to Visit – 3:17

## Classifiche

### Classifiche settimanali
| Classifica (1991)                | Posizione massima |
| -------------------------------- | ----------------- |
| Australia                        | 2                 |
| Austria                          | 13                |
| Belgio (Fiandre)                 | 1                 |
| Canada                           | 1                 |
| Finlandia                        | 6                 |
| Francia                          | 8                 |
| Germania                         | 8                 |
| Irlanda                          | 2                 |
| Norvegia                         | 4                 |
| Nuova Zelanda                    | 1                 |
| Paesi Bassi                      | 1                 |
| Regno Unito                      | 2                 |
| Stati Uniti                      | 1                 |
| Stati Uniti (adult contemporary) | 2                 |
| Stati Uniti (mainstream rock)    | 12                |
| Stati Uniti (radio)              | 3                 |
| Svezia                           | 4                 |
| Svizzera                         | 3                 |

### Classifiche di fine anno
| Classifica (1991) | Posizione |
| ----------------- | --------- |
| Australia         | 7         |
| Belgio (Fiandre)  | 13        |
| Canada            | 2         |
| Germania          | 44        |
| Nuova Zelanda     | 7         |
| Paesi Bassi       | 3         |
| Stati Uniti       | 7         |
| Svizzera          | 12        |